# Catalina Arroyave
Catalina Arroyave Restrepo (nacida en Medellín) es una cineasta colombiana, conocida principalmente por haber dirigido la película de 2019 Los días de la ballena.

## Carrera
Arroyave estudió Comunicación Social en la Universidad EAFIT en la ciudad de Medellín, Antioquia. Más adelante cursó estudios de dirección cinematográfica en Cuba y Argentina. En 2010 estrenó su primer cortometraje, El truco, que fue incluido en la categoría de nuevos creadores del Festival de Cine de Cartagena. Ese mismo año fundó la compañía de producción Rara Colectivo Audiovisual en la ciudad de Medellín.
En 2019 estrenó su primer largometraje, titulado Los días de la ballena. La cinta fue estrenada a nivel mundial en el Festival de Cine SXSW, en el que recibió una mención especial. La película logró además premios en otros eventos como el Bogotá Audiovisual Market, el Festival de Cine Colombiano de Nueva York y el Festival Internacional de Tallin Black Nights en Estonia. Participó en festivales de Colombia, Argentina, Australia, Suiza, Italia, México, Suecia, Brasil y Suiza.

## Filmografía destacada
- 2010 - El truco
- 2019 - Los días de la ballena